# Моренсі (Аризона)
Моренсі (англ. Morenci) — переписна місцевість (CDP) в США, в окрузі Грінлі штату Аризона. Населення — 2028 осіб (2020).

## Географія
Моренсі розташоване за координатами 33°3′8″ пн. ш. 109°19′35″ зх. д. / 33.05222° пн. ш. 109.32639° зх. д. (33.052197, -109.326476). За даними Бюро перепису населення США в 2010 році переписна місцевість мала площу 2,55 км², з яких 2,49 км² — суходіл та 0,06 км² — водойми.

## Демографія
Згідно з переписом 2010 року, у переписній місцевості мешкало 1489 осіб у 562 домогосподарствах у складі 344 родин. Густота населення становила 585 осіб/км². Було 792 помешкання (311/км²).
Расовий склад населення:
| - 70,7 % — білих - 2,9 % — корінних американців - 2,4 % — чорних або афроамериканців - 0,7 % — азіатів - 0,1 % — вихідців з тихоокеанських островів - 18,1 % — осіб інших рас |

До двох чи більше рас належало 5,2 %. Частка іспаномовних становила 53,1 % від усіх жителів.
За віковим діапазоном населення розподілялося таким чином: 33,4 % — особи молодші 18 років, 65,5 % — особи у віці 18—64 років, 1,1 % — особи у віці 65 років та старші. Медіана віку мешканця становила 28,7 року. На 100 осіб жіночої статі у переписній місцевості припадало 119,6 чоловіків; на 100 жінок у віці від 18 років та старших — 126,8 чоловіків також старших 18 років.
Середній дохід на одне домашнє господарство становив 70 397 доларів США (медіана — 65 706), а середній дохід на одну сім'ю — 71 912 долари (медіана — 66 012). Медіана доходів становила 60 995 доларів для чоловіків та 33 750 доларів для жінок. За межею бідності перебувало 6,8 % осіб, у тому числі 2,2 % дітей у віці до 18 років та 17,5 % осіб у віці 65 років та старших.
Цивільне працевлаштоване населення становило 794 особи. Основні галузі зайнятості: сільське господарство, лісництво, риболовля — 53,1 %, освіта, охорона здоров'я та соціальна допомога — 19,3 %, оптова торгівля — 5,3 %, будівництво — 5,2 %.

## Галерея

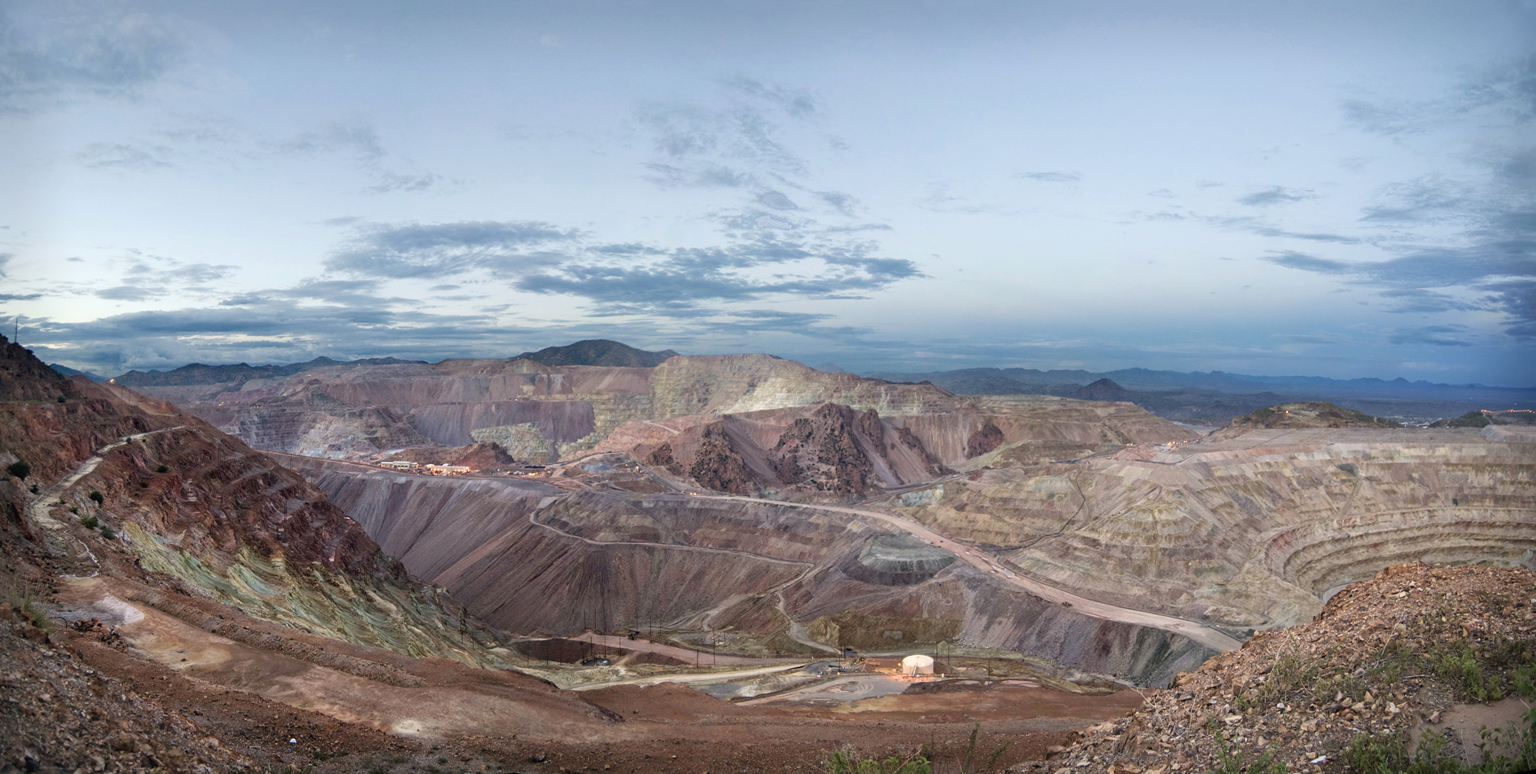
гігантська яма, що утворилася внаслідок видобутку міді в Моренсі
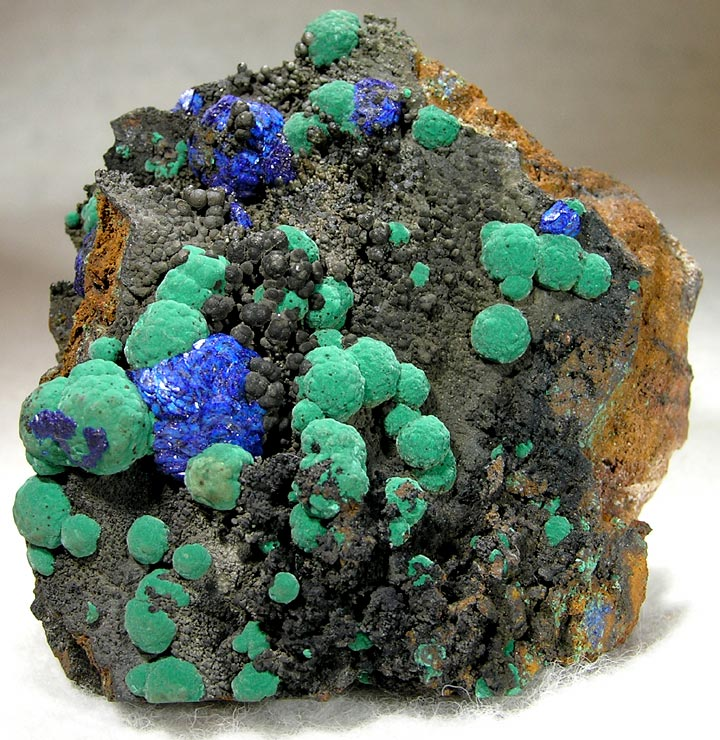
Малахіт і азурит з шахти в Моренсі